# Calle Halfvarsson
Carl-Christian „Calle“ Halfvarsson (* 17. März 1989 in Sågmyra) ist ein schwedischer Skilangläufer.

## Werdegang
Halfvarsson trat erstmals 2008 bei den Junioren-Weltmeisterschaften im italienischen Mals in Erscheinung. Dort holte er Gold beim Sprintwettbewerb. Sein Weltcupdebüt hatte er beim Skilanglauf-Weltcup-Finale 2009, den er mit dem 54. Platz abschloss. In der Saison 2009/210 nahm er am Scandinavian Cup teil, bei der er in der Gesamtwertung den 69. Platz belegte.
Zu Beginn der Saison 2010/2011 nahm er beim Skilanglauf-Weltcup teil, bei der er vorwiegend Platzierungen im Mittelfeld belegte. Es folgten wieder Teilnahmen an Rennen des Scandinavian Cups, den er in der Saison mit dem achten Platz abschloss. Sein bestes Ergebnis war ein zweiter Platz in Keuruu. Durch die guten Ergebnisse durfte er zum Saisonende wieder am Weltcup teilnehmen, bei dem der 12. Platz im Sprint seine beste Platzierung war. Bei den schwedischen Skilanglaufmeisterschaften 2011 in Sundsvall holte er hinter Jesper Modin Silber im Sprint.
Nach starken Beginn in der Saison 2011/12 mit dem vierten Platz über 15 km, kam Halfvarsson meist auf Ränge außerhalb der Top Zehn. Er beendete die Saison mit dem 47. Rang im Gesamtweltcup. In der nachfolgenden Saison startete er bei der  Tour de Ski, den er mit den 14. Platz abschloss. Bei den nordischen Skiweltmeisterschaften 2013 im Val di Fiemme gewann er als Schlussläufer, Silber mit der Staffel. Im Einzel konnte er den sechsten Platz über 15 km Freistil und zweimal den siebten Platz im Skiathlon und im Sprintwettbewerb belegen. Im Gesamtweltcup erreichte er den 15. Platz. In der Saison 2013/14 schloss er die Tour de Ski mit dem achten Rang ab. Dabei konnte er den Sprintwettbewerb in Oberhof gewinnen. Bei den Olympischen Winterspielen 2014 in Sotschi nahm er nur am Sprintwettbewerb teil, bei der er den 17. Platz belegte. Die Saison beendete er auf dem fünften Platz im Gesamtweltcup.
In der Saison 2014/15 erreichte Halfvarsson den sechsten Platz bei der Nordic Opening in Lillehammer. Die Tour de Ski 2015 beendete er auf den dritten Rang. Bei 14 Teilnahmen an Weltcuprennen kam er 12-mal in den Punkten und siebenmal unter den ersten zehn. Im Januar 2015 wurde er schwedischer Meister über 15 km Freistil. Zwei Monate später wurde er ebenfalls schwedischer Meister über 50 km. Bei den Nordischen Skiweltmeisterschaften 2015 in Falun gewann er Silber mit der Staffel. Seine beste Platzierung bei einem Einzelrennen dieser WM war der sechste Platz im Skiathlon. Die Saison beendete er auf den dritten Rang im Gesamtweltcup und den vierten Platz in der Distanzwertung. In der folgenden Saison nahm er an fünf Weltcuprennen teil. Sein bestes Resultat dabei war der zehnte Platz im Sprint in Planica. Beim ersten Weltcup der Saison 2016/17 in Ruka belegte er den zweiten Platz im Sprint. Es folgte der fünfte Platz bei der Weltcup Minitour in Lillehammer. Dabei gewann er die Sprintetappe und die Etappe über 10 km klassisch. Im Januar 2017 errang er in Ulricehamn den zweiten Platz mit der Staffel und in Falun den dritten Platz im 30-km-Massenstartrennen. Beim Saisonhöhepunkt den Nordischen Skiweltmeisterschaften 2017 in Lahti gewann er die Bronzemedaille mit der Staffel. Zudem belegte er den 20. Platz im Skiathlon, den zehnten Rang über 15 km klassisch und den neunten Platz im Sprint. Die Saison beendete er auf dem 22. Platz im Distanzweltcup, auf dem 21. Rang im Gesamtweltcup und auf dem 14. Platz im Sprintweltcup. Zu Beginn der Saison 2017/18 errang er beim Ruka Triple den zehnten Platz. Dabei wurde er Dritter bei der Sprintetappe. Es folgte in Planica der dritte Platz über 15 km klassisch und in Seefeld in Tirol der dritte Rang im Sprint. Seine besten Platzierungen bei den Olympischen Winterspielen 2018 in Pyeongchang waren der neunte Platz über 15 km Freistil und der vierte Rang zusammen mit Marcus Hellner im Teamsprint. Beim Weltcupfinale in Falun, welches er auf dem siebten Platz beendete, errang er den zweiten Platz im 15-km-Massenstartrennen und erreichte den 13. Platz im Gesamtweltcup und den zehnten Rang im Sprintweltcup. Ende März 2018 wurde er in Skellefteå schwedischer Meister im Sprint.
Nach Platz drei über 15 km klassisch in Ruka zu Beginn der Saison 2018/19, errang Halfvarsson den vierten Platz beim Lillehammer Triple und den 16. Platz bei der Tour de Ski 2018/19. Bei den schwedischen Meisterschaften 2019 in Sundsvall, siegte er im Sprint und über 15 km klassisch. Seine besten Ergebnisse bei den Nordischen Skiweltmeisterschaften 2019 in Seefeld in Tirol waren der sechste Platz im 50-km-Massenstartrennen und der vierte Rang zusammen mit Oskar Svensson im Teamsprint. Die Saison beendete er auf dem 21. Platz im Distanzweltcup und jeweils auf dem 15. Rang im Gesamt und Sprintweltcup. In der Saison 2019/20 errang er den neunten Platz beim Ruka Triple und den 15. Platz bei der Tour de Ski 2019/20 und erreichte damit den 19. Platz im Gesamtweltcup.
In der Saison 2021/22 wurde Halfvarsson Zehnter bei der Tour de Ski 2021/22 und belegte bei den Olympischen Winterspielen 2022 in Peking den 38. Platz im 50-km-Massenstartrennen, den 30. Rang im Skiathlon und den 26. Platz über 15 km klassisch. Zum Saisonende errang er in Falun den zweiten Platz über 15 km Freistil sowie den ersten Platz im Mixed-Teamsprint und erreichte abschließend den 16. Platz im Gesamtweltcup.

## Erfolge

### Etappensiege bei Weltcuprennen
| Nr. | Datum             | Ort         | Disziplin                      | Rennen              |
| --- | ----------------- | ----------- | ------------------------------ | ------------------- |
| 1.  | 29. Dezember 2013 | Oberhof     | 1,5 km Sprint Freistil         | Tour de Ski 2013/14 |
| 2.  | 2. Dezember 2016  | Lillehammer | 1,6 km Sprint klassisch        | Nordic Opening 2016 |
| 3.  | 3. Dezember 2016  | Lillehammer | 10 km Freistil Individualstart | Nordic Opening 2016 |

### Weltcupsiege im Team
| Nr. | Datum         | Ort   | Disziplin                             |
| --- | ------------- | ----- | ------------------------------------- |
| 1.  | 13. März 2022 | Falun | 12 × 1 km Mixed-Teamsprint Freistil 1 |
| 2.  | 19. März 2023 | Falun | 4 × 5 km Mixed-Staffel 2              |

## Teilnahmen an Weltmeisterschaften und Olympischen Winterspielen

### Olympische Spiele
- 2014 Sotschi: 17. Platz Sprint Freistil
- 2018 Pyeongchang: 4. Platz Teamsprint Freistil, 5. Platz Staffel, 9. Platz 15 km Freistil, 13. Platz Sprint klassisch
- 2022 Peking: 26. Platz 15 km klassisch, 30. Platz 30 km Skiathlon, 38. Platz 50 km Freistil Massenstart

### Nordische Skiweltmeisterschaften
- 2013 Val di Fiemme: 2. Platz Staffel, 6. Platz 15 km Freistil, 7. Platz 30 km Skiathlon, 7. Platz Sprint klassisch
- 2015 Falun: 2. Platz Staffel, 6. Platz 30 km Skiathlon, 9. Platz Teamsprint Freistil, 13. Platz Sprint klassisch, 24. Platz 50 km klassisch Massenstart, 49. Platz 15 km Freistil
- 2017 Lahti: 3. Platz Staffel, 9. Platz Sprint Freistil, 10. Platz 15 km klassisch, 20. Platz 30 km Skiathlon
- 2019 Seefeld in Tirol: 4. Platz Teamsprint klassisch, 5. Platz Staffel, 6. Platz 50 km Freistil Massenstart, 16. Platz 15 km klassisch, 21. Platz Sprint Freistil
- 2023 Planica: 4. Platz 50 km klassisch Massenstart, 5. Platz Teamsprint Freistil, 5. Platz Sprint klassisch, 6. Platz Staffel, 6. Platz 30 km Skiathlon
- 2025 Trondheim: 17. Platz 20 km Skiathlon, 31. Platz 10 km klassisch

## Platzierungen im Weltcup

### Weltcup-Statistik
Die Tabelle zeigt die erreichten Platzierungen im Einzelnen.
- 1.–3. Platz: Anzahl der Podiumsplatzierungen
- Top 10: Anzahl der Platzierungen unter den ersten zehn
- Punkteränge: Anzahl der Platzierungen innerhalb der Punkteränge
- Starts: Anzahl gelaufener Rennen in der jeweiligen Disziplin
- Hinweis: Bei den Distanzrennen erfolgt die Einordnung gemäß FIS.

| Platzierung               | Distanzrennen a | Distanzrennen a | Distanzrennen a | Distanzrennen a | Distanzrennen a | Skiathlon Verfolgung | Sprint | Etappen- rennen b | Gesamt | Team   | Team    |
| Platzierung               | ≤ 5 km          | ≤ 10 km         | ≤ 15 km         | ≤ 30 km         | > 30 km         | Skiathlon Verfolgung | Sprint | Etappen- rennen b | Gesamt | Sprint | Staffel |
| ------------------------- | --------------- | --------------- | --------------- | --------------- | --------------- | -------------------- | ------ | ----------------- | ------ | ------ | ------- |
| 1. Platz                  |                 | 1               |                 |                 |                 |                      | 2      |                   | 3      | 1      | 1       |
| 2. Platz                  | 1               |                 | 2               |                 |                 | 1                    | 3      |                   | 7      | 1      | 4       |
| 3. Platz                  |                 |                 | 2               | 1               |                 | 1                    | 4      | 1                 | 9      | 1      | 2       |
| Top 10                    | 4               | 12              | 18              | 1               |                 | 9                    | 30     | 11                | 85     | 7      | 13      |
| Punkteränge               | 7               | 27              | 44              | 7               | 1               | 34                   | 74     | 21                | 215    | 8      | 15      |
| Starts                    | 8               | 29              | 58              | 13              | 3               | 44                   | 86     | 23                | 264    | 8      | 15      |
| Stand: Saisonende 2024/25 |                 |                 |                 |                 |                 |                      |        |                   |        |        |         |

### Weltcup-Gesamtplatzierungen
| Saison  | Gesamt | Gesamt | Distanz | Distanz | Sprint | Sprint |
| Saison  | Punkte | Platz  | Punkte  | Platz   | Punkte | Platz  |
| ------- | ------ | ------ | ------- | ------- | ------ | ------ |
| 2010/11 | 99     | 61.    | 14      | 82.     | 83     | 29.    |
| 2011/12 | 203    | 47.    | 133     | 37.     | 34     | 51.    |
| 2012/13 | 430    | 15.    | 222     | 18.     | 98     | 20.    |
| 2013/14 | 632    | 5.     | 184     | 17.     | 204    | 11.    |
| 2014/15 | 889    | 3.     | 403     | 4.      | 166    | 11.    |
| 2015/16 | 50     | 80.    | 8       | 82.     | 42     | 49.    |
| 2016/17 | 431    | 21.    | 170     | 22.     | 171    | 14.    |
| 2017/18 | 478    | 13.    | 167     | 23.     | 187    | 10.    |
| 2018/19 | 538    | 15.    | 216     | 21.     | 162    | 15.    |
| 2019/20 | 408    | 19.    | 177     | 22.     | 109    | 17.    |
| 2020/21 | 50     | 74.    | 48      | 51.     | 2      | 91.    |
| 2021/22 | 365    | 16.    | 171     | 17.     | 90     | 24.    |
| 2022/23 | 1133   | 7.     | 424     | 16.     | 484    | 14.    |
| 2023/24 | 1017   | 12.    | 552     | 19.     | 351    | 24.    |
| 2024/25 | 344    | 46.    | 344     | 24.     | -      | -      |